# Trecento

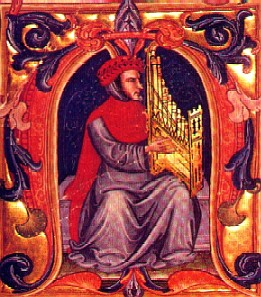
Francesco Landini, nhà soạn nhạc nổi tiếng nhất của Trecento

Trecento là giai đoạn hoạt động nghệ thuật mạnh mẽ tại Ý; trong đó có hội họa, kiến trúc, văn học và âm nhạc. Âm nhạc của Trecento là các bài hát thế tục được hát bằng các ngôn ngữ bản địa tại Ý. Trecento có nghĩa là "ba trăm" trong tiếng Ý nhưng thường được sử dụng để đề cập đến những năm 1300. Tuy nhiên, sử phát triển lớn nhất trong âm nhạc của Trecento xảy ra vào cuối thế kỷ và mở rộng đến khoảng những năm 1420.

## Chu thích
1. ↑  Richard H. Hoppin, Medieval Music. New York, W.W. Norton & Co., 1978. ISBN 0-393-09090-6, pp. 433ff.
2. ↑  The series, Polyphonic Music of the Fourteenth Century includes whole volumes which overlap with the series, Early Fifteenth Century Music.